# Bitwa pod Abaranem
Bitwa pod Abaranem (orm. Բաշ Աբարանի ճակատամարտ, tur. Baş-Abaran Muharebesi) – starcie zbrojne stoczone pod Abaranem (Basz Abaranem) w dniach 21–23 maja 1918 roku podczas kampanii kaukaskiej I wojny światowej.
Siły tureckie zaatakowały 21 maja, zmierzając w kierunku Erywania. Napotkały opór wojsk ormiańskich pod dowództwem Drastamata Kanajana. Jedna z grup bojowych trójosiowej osmańskiej ofensywy, prowadzona przez 3 Pułk 11 Dywizji Kaukaskiej, ruszyła z Hamamlu. Atakujący napotkali siły ormiańskie liczące około 1000 żołnierzy pod dowództwem Mowsesa Silikiana w wąwozie Basz Abaran, około trzy godziny marszu od Erywania. Po trzech dniach zaciętych walk Ormianie rozpoczęli 25 maja kontratak przeciwko Turkom. Siły tureckie wycofały się następnie na północ, z powrotem do Hamamlu, 29 maja.
Zwycięstwa Ormian pod Abaranem i Sardarapatem oraz opóźnienie marszu armii osmańskiej pod Karaklis powstrzymały inwazję Turków na wschodnią Armenię i odegrały kluczową rolę w utworzeniu Demokratycznej Republiki Armenii.